# Pablo Puente Buces
Pablo Puente Buces (* 16. Juni 1931 in Colindres, Spanien; † 4. Dezember 2022 in Madrid) war ein spanischer Geistlicher, römisch-katholischer Erzbischof und Diplomat des Heiligen Stuhls.

## Leben
Pablo Puente Buces erwarb 1952 sein Lizentiat in Philosophie und 1956 in Theologie an der Universidad Pontificia Comillas in Madrid. Er empfing am 2. April 1956 die Priesterweihe. Anschließend besuchte er die Päpstliche Kirchliche Akademie und promovierte im Kanonischen Recht an der Päpstlichen Universität Gregoriana. Puente trat 1962 in den diplomatischen Dienst des Heiligen Stuhls ein. Seine ersten Stationen waren Paraguay, die Dominikanische Republik, Puerto Rico, Kenia und Tansania. 1970 wurde er zum Leiter der spanischen Sprachabteilung des Staatssekretariats des Heiligen Stuhls ernannt. Ab 1973 war er im Libanon und in Jugoslawien tätig. Er war Mitglied der Delegation des Heiligen Stuhls bei der Konferenz über Sicherheit und Zusammenarbeit in Europa in Helsinki und leitete 1978 die vatikanische Delegation bei der Minespol-II-Conference der UNESCO.
Papst Johannes Paul II. ernannte ihn am 18. März 1980 zum Titularerzbischof von Macri und zum Apostolischen Pro-Nuntius in Indonesien. Der Kardinalpräfekt der Kongregation für die Evangelisierung der Völker, Agnelo Rossi, spendete ihm am 25. Mai desselben Jahres die Bischofsweihe; Mitkonsekratoren waren Juan Antonio del Val Gallo, Bischof von Santander, und Gabino Díaz Merchán, Erzbischof von Oviedo. Angesichts der seit der indonesischen Invasion in Osttimor 1975 von der indonesischen Armee verübten Kriegsverbrechen und Gräueltaten, gegen die Martinho da Costa Lopes, der Apostolische Administrator des Bistums Dili, leidenschaftlich protestierte, stellte Puente sich auf die Seite der indonesischen Regierung. Die Priester des Bistums Dili machten Puente dafür verantwortlich, dass die von Lopes erbetene Audienz bei Papst Johannes Paul II. nicht zustande kam, sondern als „nicht opportun und nicht nötig“ verweigert wurde und „dass der Papst zwar für Polen und die islamischen Länder betete, aber Timor vergaß“. 1981 bewirkte Puente die Ablösung von Lopes.
Am 15. März 1986 wurde Puente zum Apostolischen Pro-Nuntius auf den Kap Verden und im Senegal und Apostolischen Delegaten in Guinea-Bissau und Mauretanien ernannt, zusätzlich am 12. Mai 1986 zum Apostolischen Pro-Nuntius in Mali und am 29. Mai 1987 zum Apostolischen Pro-Nuntius in Guinea-Bissau.
Am 31. Juli 1989 wurde Puente zum Apostolischen Nuntius in Libanon ernannt. Im Libanon bemühte er sich bei den verschiedenen Milizen und Führern islamischer politischer Parteien um eine Beendigung des seit 1975 andauernden libanesischen Bürgerkriegs. Zusätzlich wurde er am 25. Mai 1993 zum  Apostolischen Nuntius in Kuwait und zum Apostolischen Delegaten auf der Arabischen Halbinsel ernannt.
Am 31. Juli 1997 wurde Puente zum Apostolischen Nuntius im Vereinigten Königreich ernannt. 2001 wirkte er als Krisenmanager im Erzbistum Cardiff, um sich mit Ordensleuten und Laien zu treffen, nachdem deren Erzbischof vorübergehend ersetzt und zwei Priester wegen sexuellen Missbrauchs von Minderjährigen abgesetzt worden waren.
Papst Johannes Paul II. gab seinem Rücktrittsgesuch am 11. Dezember 2004 statt.
Am 25. August 2019 rief Puente zur Ordination von Frauen zu katholischen Priesterinnen auf. Puente war bis zuletzt Kanoniker der Kathedrale von Santander.
Pablo Puente Buces starb am 4. Dezember 2022 im Alter von 91 Jahren in Madrid. Seine sterblichen Überreste werden in seinem Heimatort in Colindres auf dem Pfarrfriedhof von San Juan beigesetzt werden.